# Uwe Ernst

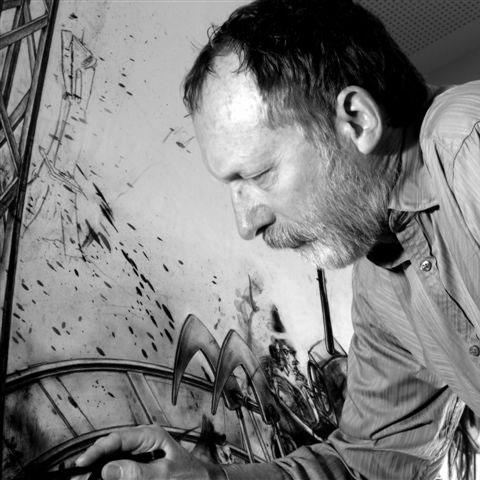
Uwe Ernst bei der Arbeit (2011)

Uwe Ernst (* 1947 in Göppingen) ist ein deutscher Maler und Zeichner.

## Leben
Uwe Ernst studierte von 1966 bis 1967 an der Freien Kunstschule e. V. Stuttgart und von 1967 bis 1974 an der Staatlichen Akademie der Bildenden Künste Stuttgart freie Malerei bei Albrecht Appelhans und Rudolf Haegele. Er ist seit 1974 freischaffend. Uwe Ernst lebt und arbeitet seit 1989 in Böbingen an der Rems. Er ist mit der Vokalperformerin Dorothea Ernst verheiratet und hat eine Tochter. Uwe Ernst ist Mitglied im Künstlerbund Baden-Württemberg und dem Verband Bildender Künstler und Künstlerinnen Württemberg e.V. (VBKW).

## Werk

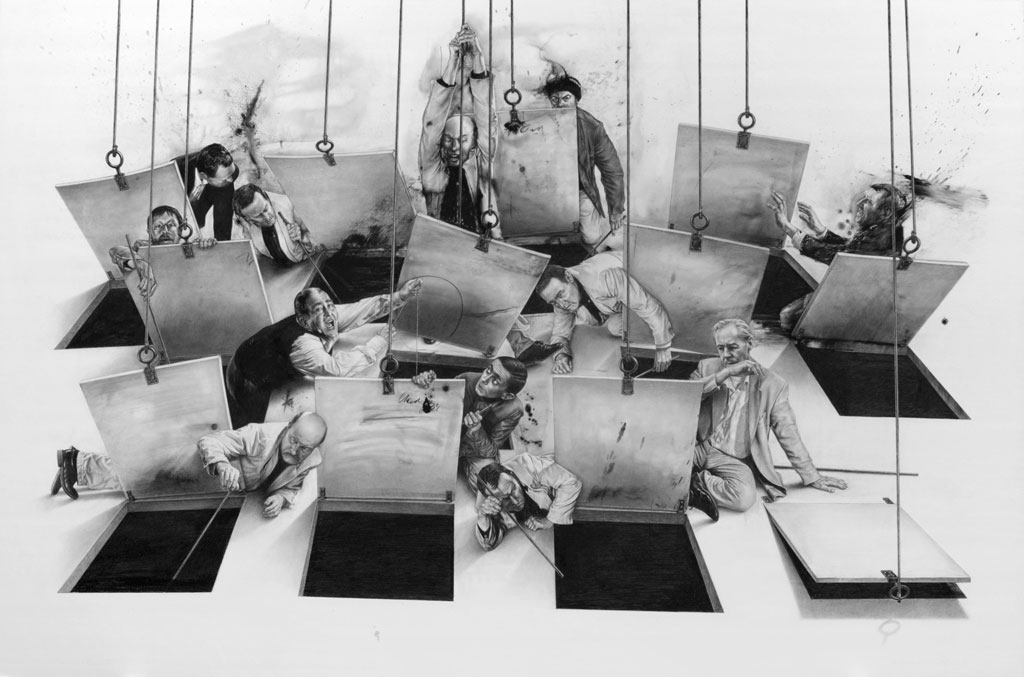
Uwe Ernst: Das Abendmahl, schwarze Kreide auf Papier, 147,5 × 223 cm, 2002

Seit 1974 arbeitet und experimentiert Uwe Ernst überwiegend mit schwarzer Kreide auf Papier. Er hat sich eine spezielle aufwendige Arbeitstechnik angeeignet, deren Palette vom feinsten Grauton bis zum tiefsten Schwarz reicht. Freie Zeichnung und realistische Darstellung nehmen in den großformatigen malerischen Zeichnungen gleichwertig aufeinander Bezug. Ernsts figürliche Zeichnungen sind kritische Beobachtungen menschlichen und gesellschaftlichen Treibens unserer Zeit. Die immer wieder in seinen Arbeiten auftauchenden Gegenstände wie Hüte, Trichter, Räder, Zangen und Gefäße stehen im Dialog mit der Kreatur, deren existentielle Gefährdung und Ängste der Künstler in seinen Bildern zum Ausdruck bringt.
Im Jahr 2002 entstand ein Bilderzyklus zur Matthäus-Passion. Er wurde zur Grundlage des Multimedia-Projekts Im Prinzip: Hoffnung. Audiovisuelles Konzert zur Mechanik des Leidens. Fünf Szenen für Bilder und Klänge aus schwarzer Kreide, das am 20. Oktober 2002 im Ostalbkreishaus Aalen uraufgeführt wurde. Neben Uwe Ernst und der Vokalistin Dorothea Ernst arbeiteten noch der Audiokünstler Otto Kränzler und der Videokünstler Roland Barth an dem Projekt mit.
Ernsts Arbeiten befinden sich in privaten und öffentlichen Sammlungen.

## Einzelausstellungen (Auswahl)
- 1974: Galerie Wendelin Niedlich, Stuttgart
- 1976: Kunstverein Osterholz-Scharmbeck
- 1978: Kunstverein Heilbronn
- 1985: Galerie Ventzki, Göppingen
- 1986: Städtische Galerie Plochingen
- 1986: Galerie Geiger, Kornwestheim
- 1987: Kunstverein Ellwangen e. V.
- 1987: Evangelische Akademie Bad Boll
- 1989: Kunstverein Balingen
- 1989: Katholische Akademie der Diözese Rottenburg, Weingarten
- 1992: Galerie im Kornhauskeller, Ulm
- 1998: Galerie Brandstätter, Öhningen
- 2000: Rathausgalerie Aalen
- 2001: SWR Baden-Baden, Galerie in Haus der Hörfunkdirektion
- 2002: Galerie am Schwarzen Meer, Bremen
- 2002: Landratsamt Aalen, Uraufführung Im Prinzip: Hoffnung
- 2006: Kornhausgalerie Weingarten
- 2007: Kunstforum Weil der Stadt e. V.
- 2007: Museum Theo Kerg, Schriesheim
- 2008: Kunstverein Mosbach, Altes Schlachthaus
- 2008: Galerie Wendelinskapelle, Marbach
- 2009: Gmünder Kunstverein, Schwäbisch Gmünd
- 2009: Galerie Stihl Waiblingen; Begleitausstellung zu „Bildergeschichten von Wilhelm Busch bis Robert Gernhardt“
- 2010: Rathausgalerie Walldorf
- 2010: Landratsamt Aalen, Buchvorstellung Ernst ist die Kunst, heiter das Leben
- 2012: Kunstverein Bellevue-Saal, Wiesbaden
- 2013: Hohenloher Kunstverein, Künzelsau
- 2013: Club des Arts, Conseil de l’Europe, Strasbourg
- 2016: Städtische Galerie „Die Fähre“, Bad Saulgau, »Kleines Welttheater«
- 2019: Evangelische Akademie Bad Boll
- 2019: Galerie Oberlichtsaal, Sindelfingen
- 2020: Städtische Galerie Ehingen
- 2021: „Harte Zeiten/Ciężkie Czasy“ Port25 – Raum für Gegenwartskunst, Mannheim & Galeria Miejska, Bydgoszcz/Polen
- 2022: Das Projekt „Weltrauschen“, ein Triptychon, Atelier Uwe Ernst, Böbingen

## Film
- Roland Barth: Technik: Schwarze Kreide auf Papier – Der Zeichner Uwe Ernst bei der Arbeit, 1997, 29 Minuten. Film bei YouTube anschauen